# Nungira Hanwutinanon
Nungira Hanwutinanon (นันญ์จีรา หาญวุฒินานนท์), nota anche con lo pseudonimo di Gale (16 maggio 1993), è un'attrice thailandese, conosciuta in particolare per l'interpretazione di Jeed in Love Sick: The Series - Rak wun wai run saep.

## Filmografia

### Cinema
- Water Boyy, regia di Rachyd Kusolkulsiri (2015)

### Televisione
- Love Sick: The Series - Rak wun wai run saep - serie TV (2014-2015)
- Dok mai tai mek - serie TV (2015-2016)
- War of High School - Songkhram hai sakhun - serie TV (2016)
- What the Duck - Rak laen ding - serie TV (2018)